# Norbert Banaszek
Norbert Banaszek, né le 18 juin 1997 à Varsovie, est un coureur cycliste polonais.

## Biographie
En 2016, il signe chez Verva ActiveJet, qui devient une équipe continentale professionnelle. Laissé sur la touche à la suite de la disparition de celle-ci, il rejoint ensuite l'équipe ukrainienne Kolss en mars 2017 .

## Palmarès sur route

### Par année
- 2019
  - 3e du Puchar Ministra Obrony Narodowej
- 2020
  - In the footsteps of the Romans : 
    - Classement général
    - 1re étape

  - 4e étape du Tour de Bulgarie
- 2022
  -  Champion de Pologne sur route
- 2023
  - 3e du Mémorial Andrzej Trochanowski
- 2024
  -  Champion de Pologne sur route
  - 3e étape du Tour de Kurpie (contre-la-montre par équipes)
  - Mémorial Andrzej Trochanowski
  - 1re étape du Tour de la Bataille de Varsovie
  - 3e du Tour de Kurpie
- 2025
  - Ślężański Mnich-Bruki & Szutry
  - Visegrad 4 Bicycle Race-GP Poland

### Classements mondiaux
| Année                                 | 2016  | 2017 | 2018  | 2019  | 2020 | 2021  | 2022 | 2023 | 2024 |
| ------------------------------------- | ----- | ---- | ----- | ----- | ---- | ----- | ---- | ---- | ---- |
| Classement mondial                    | 1634e | nc   | 2498e | 1572e | 611e | 1073e | 545e | 356e | 404e |
| UCI Europe Tour                       | 1092e | nc   | 1670e | 1041e | 497e | 794e  | 425e | nc   | nc   |
|                                       |       |      |       |       |      |       |      |      |      |
| Légende : nc = non classéSource : UCI |       |      |       |       |      |       |      |      |      |

## Palmarès sur piste

### Championnats nationaux
- 2014
  -  Champion de Pologne de l'américaine (avec Alan Banaszek)
- 2016
  - 2e du championnat de Pologne de l'américaine
- 2020
  -  Champion de Pologne de poursuite par équipes (avec Alan Banaszek, Tobiasz Pawlak et Daniel Staniszewski)
- 2021
  -  Champion de Pologne de poursuite par équipes (avec Alan Banaszek, Tobiasz Pawlak, Daniel Staniszewski et Filip Prokopyszyn)